# Pilav

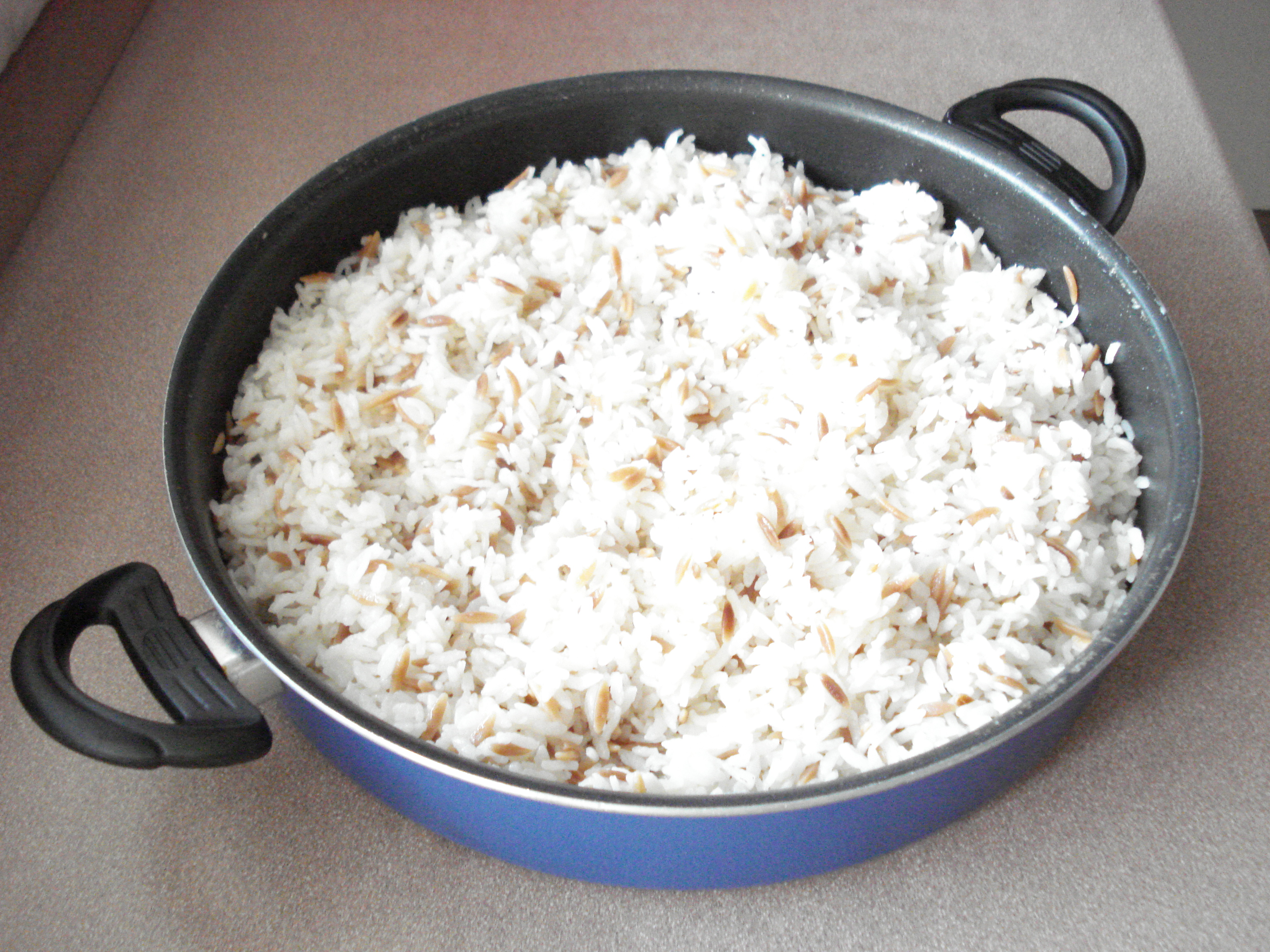
"Şehriyeli pilav" o pilav con orzo (en turco: arpa şehriye).

Pilav es el nombre general de un grupo de platos turcos que se preparan a base de arroz, bulgur o pasta (tipo orzo  o vermicelli) o una mezcla de dos o más de los ingredientes antedichos.

## Origen
El diccionario etimológico de Sevan Nişanyan demuestra que el origen de la palabra pilav es sánscrito y ha entrado al idioma turco vía el persa. Por lo tanto pilav es relacionado con el plato indio-asiático pilaw, pulaw y similares pero diferente de ellos. El viajero otomano Evliya Çelebi hace referencias a varios platos de pilav en su Seyahatname.
En algunos países se puede referir a pilav como pilaf, por ejemplo en Estados Unidos pero muchos autores en inglés prefieren la palabra pilav, como Donald Quataert, Dani Valent y Jim Masters. Algunos libros prefieren la denominación "Turkish pilav".
Una académica turca-estadounidense, Ayla E. Algar, en su obra "Classical Turkish Cooking: Traditional Turkish Food for the American Kitchen", sin entrar en argumentos sobre nombres, cuenta cómo los turcos conocieron el arroz de los persas e inventaron el pilav, cuando los últimos utilizaban dichos granos por otros fines gastronómicos, como un ingrediente más en sus platos salados y postres, o en la elaboración de almidón.

## Elaboración

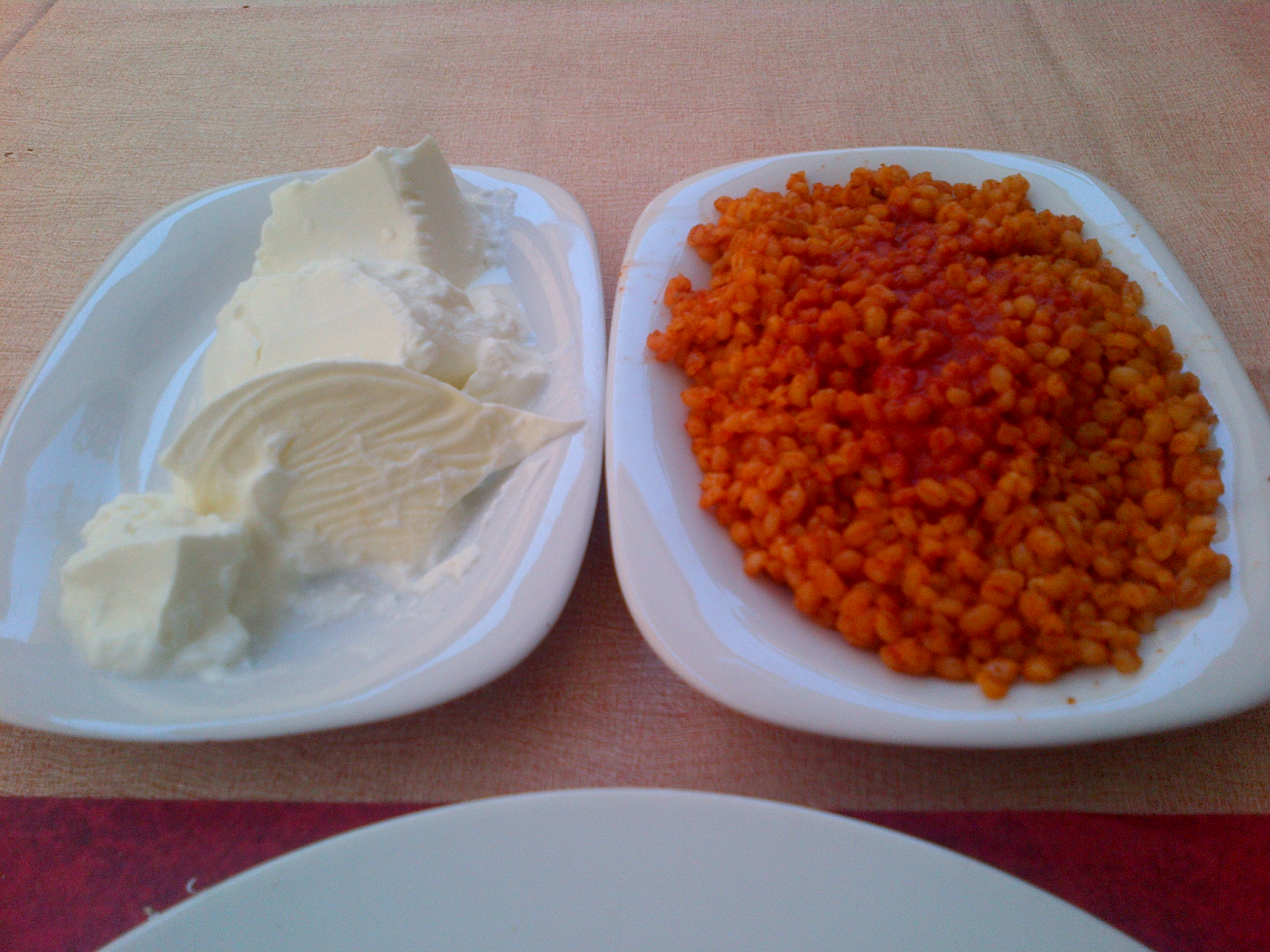
"Bulgur pilavı" con "yoğurt".

En Turquía se hace pilav, mezclando el arroz (o bulgur o pasta) con un sinnúmero de ingredientes como las verduras (berenjenas, judías verdes), las fabáceas (garbanzo), carne roja (de cordero, ovina o de ternera), carne blanca (pollo), mariscos (vieiras, mejillones) y pescados (Engraulis encrasicolus o boquerón).

## Variantes o variedades
La mayor parte de las variedades se preparan a cocción en agua, pero algunos después se hornean, como es el caso de "hamsili pilav".
Nombres de algunos variantes:
- Ankara tava- Pilav de orzo horneado con carne de cordero o de ternera[10]
- İç pilav,[11] içli pilav[12]  o iç pilavı[13] - Pilav con especias, piñones, pasas de corinto e hígado ovina[14]
- Meyhane pilavı - Pilav de bulgur con garbanzos
- Şehriyeli pilav - Pilav de arroz con orzo o vermicelli
- Patlıcanlı pilav - Pilav de arroz con berenjenas
- Nohutlu pilav - Pilav de arroz con garbanzos
- Domatesli pilav- Pilav de arroz con tomates,[15] un variante muy liviano de verano
- Taraklı pilav[16] - Pilav de arroz con vieiras
- Midyeli pilav - Pilav de arroz con mejillones (Diferente al midye dolması.)
- Tavuklu pilav - Pilav de arroz con pollo
- Etli pilav - Pilav de arroz o bulgur con carne
- Hamsili pilav[17] - Pilav de arroz con boquerones
- "Dible" o fasulyeli pilav - Pilav de arroz con judías verdes
- Sütlü pilav - Pilav con leche, especialidad de la cocina de Iğdır

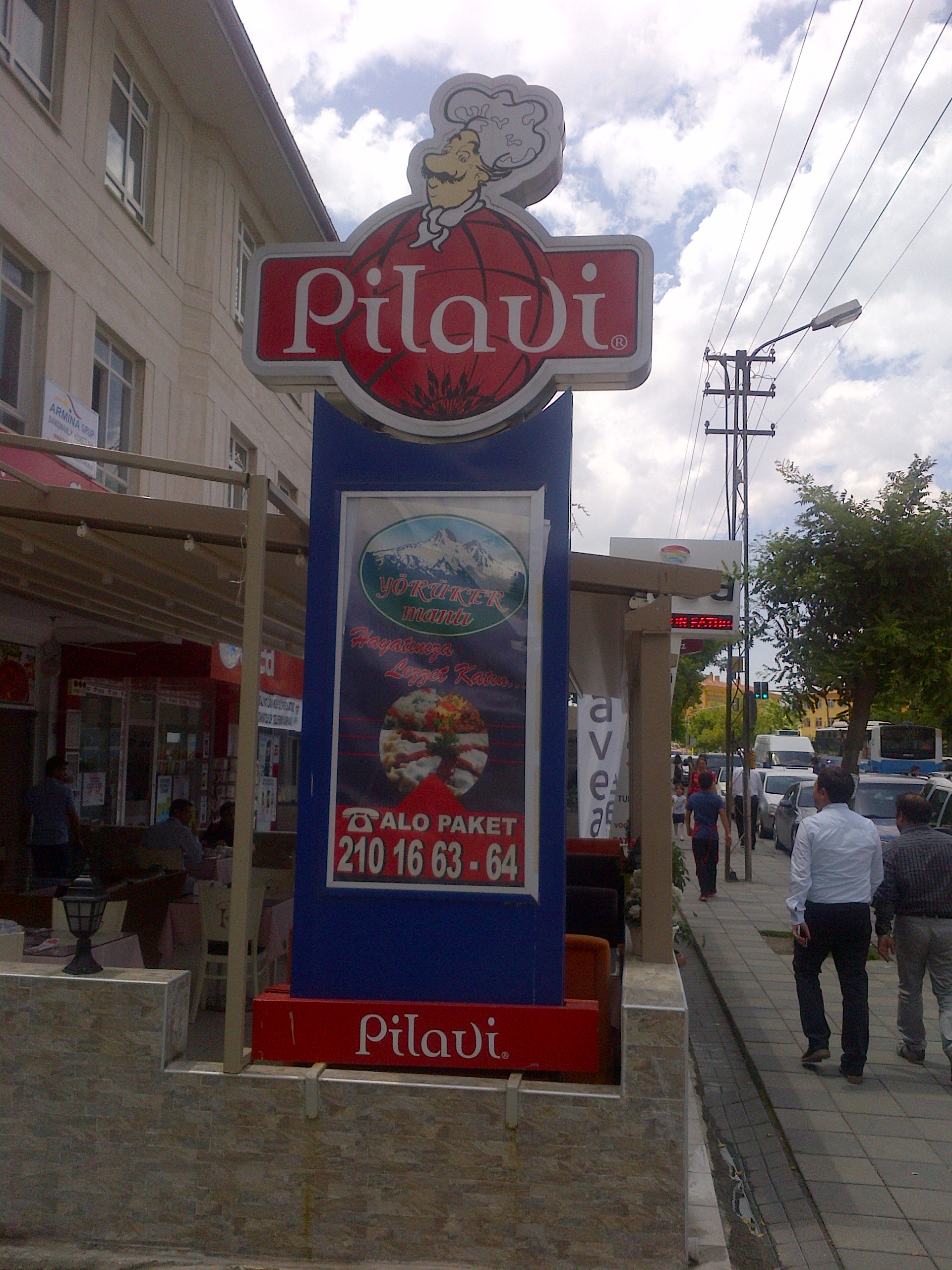
El letrero del restaurante "Pilavi", dedicado solamente a variedades de pilav en Ankara.

## En la cultura popular

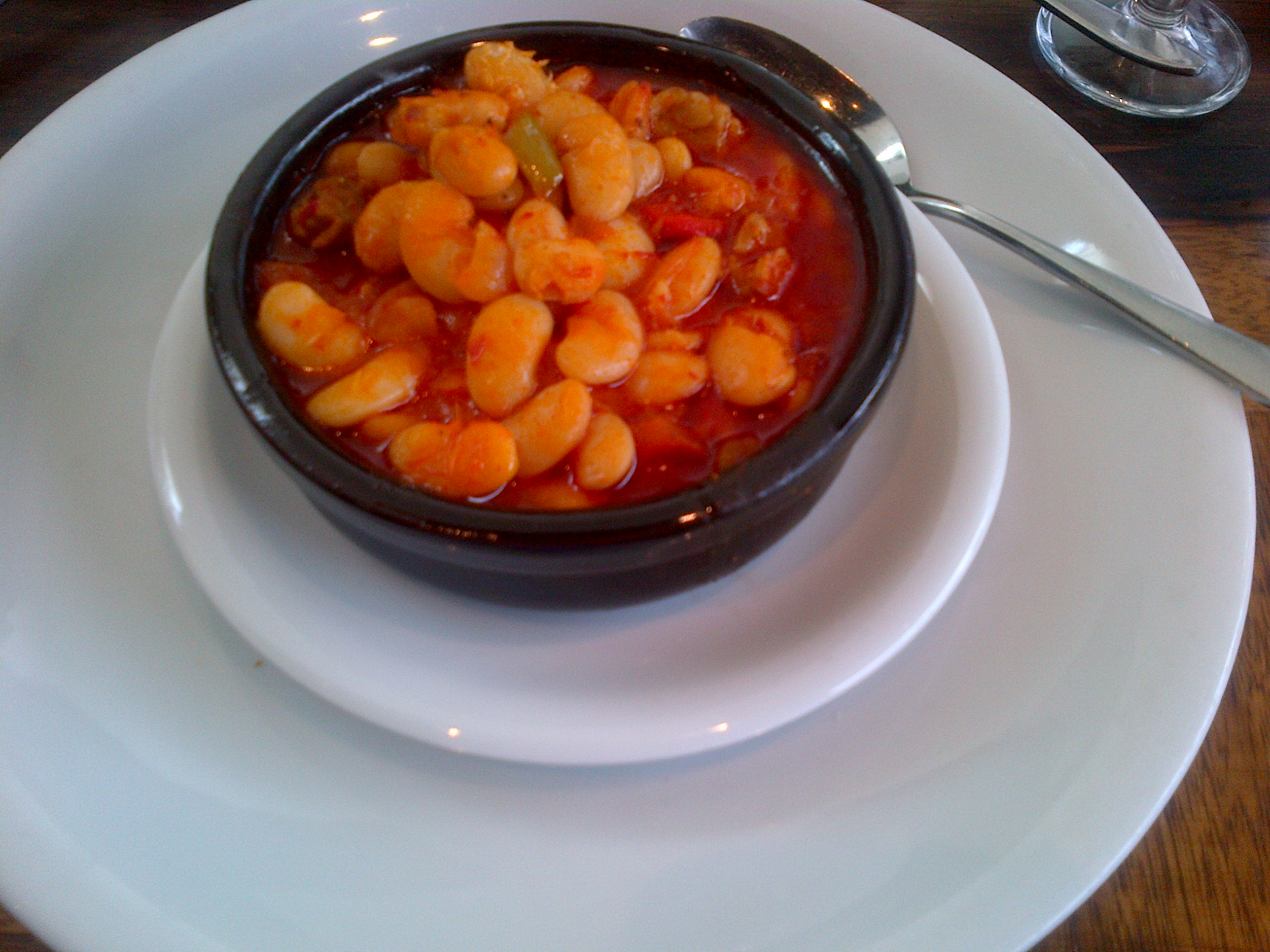
"Kuru fasulye", o alubias turcas, con carne (de ternera) en un "güveç" (cazuela de barro), el mejor aliado del pilav en la cocina turca.

En Turquía una comida sin pilav es considerada incompleta. Se come tanto como un agregado de otros platos como un plato independiente. En el primer caso, la combinación más popular es "kuru fasulye - pilav" (judías blancas con pilav) que se considera por algunos "el plato nacional" de Turquía. En el último caso, que es su modo tradicional de consumo, el pilav generalmente se acompaña de yoğurt, cacık o ayran.
El consumo de variedades de pilav es tan difundido en Turquía que en el país existen restaurantes y cadenas de restaurantes especializados en el género como  "Pilav Sarayı" (Palacio del Pilav) o Pilav Evi (Casa del Pilav). 
Esta situación se refleja en la cultura también:"Pilavdan dönenin kaşığı kırılsın" (Que se le rompa la cuchara al que deje de comer su pilav) es un dicho popular que describe el coraje o el tener determinación para cumplir con algo.